# عثمان السيد
محمد عثمان السيد (ولد في الإسكندرية في 28 فبراير 1930) هو مصارع مصري شارك ـ ممثلًا الجمهورية العربية المتحدة ـ في منافسات المصارعة الرومانية في وزن الذبابة (أقل من 52 كجم) في دورة الألعاب الأولمبية الصيفية 1960 في روما وحصل على ميدالية فضية.

## روابط خارجية
- عثمان السيد على موقع قاعدة بيانات المصارعة الدولية (الإنجليزية)
- عثمان السيد على موقع قاعدة بيانات المصارعة الدولية (الإنجليزية)
- عثمان السيد على موقع قاعدة بيانات المصارعة الدولية (الإنجليزية)
- عثمان السيد على موقع قاعدة بيانات المصارعة الدولية (الإنجليزية)
- عثمان السيد على موقع اللجنة الأولمبية الدولية (الإنجليزية)
- عثمان السيد على موقع أوليمبيديا (الإنجليزية)